# Neocathartes grallator
Neocathartes grallator — викопний вид нелітаючих каріамоподібних птахів вимерлої родини Bathornithidae, що існував в Північній Америці у пізньому еоцені (37 — 34 млн років тому).

## Історія досліджень
Рештки птаха знайдені у відкладеннях формації Вашакі у штаті Вайомінг (США). На основі решток, новий вид птахів був описаний Александером Ветмором у 1944 році. Спершу вид віднесли до роду Eocathartes, але ця назва вже використовувалася для птаха невизначеного систематичного положення, рештки якого були виявлені в Німеччині. У 1950 році Ветмор переглянув класифікацію виду. Він відніс птаха до родини катартових (Cathartidae) та створив новий рід Neocathartes. Зараз рід відносять до каріамоподібних птахів родини Bathornithidae.
Сторрс Олсон вважав Neocathartes молодшим синонімом Bathornis, але це твердження заперечується іншими дослідниками.

## Опис
Це був нелітаючий хижий птах, заввишки до 45 см. Полював на дрібних плазунів і ссавців.